# Lilliput (île)

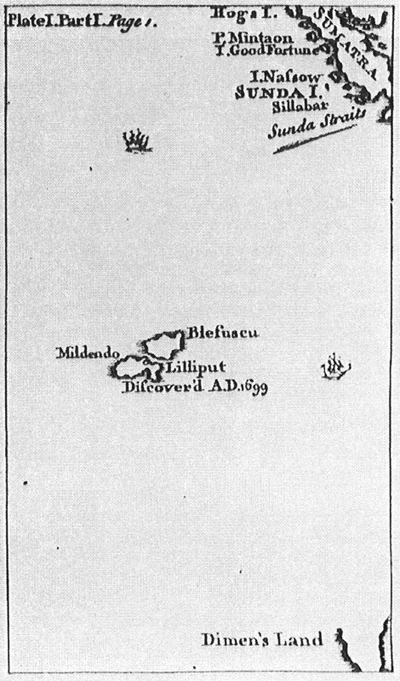
Carte de Lilliput et Blefuscu.

Lilliput est une île imaginaire, dans Les Voyages de Gulliver de Jonathan Swift, écrit en 1721. Située dans l'océan Indien, près de l'Australie, l'île est habitée par les Lilliputiens, des hommes de six pouces de haut (moins de quinze centimètres). Lilliput est constamment en guerre contre Blefuscu, une île voisine.
Cette île est à l'origine de l'adjectif français lilliputien, défini par le Dictionnaire de l'Académie française dès 1878.